# Judar i Finland
Judarna i Finland är en kulturell samt religiös minoritet i landet. Den judiska befolkningen i Finland utgör drygt 2000 personer, av vilka ca 1400 bor i Helsingfors och däromkring liggande städer och omkring 200 som bor i Åbo. Under åren har dessutom ca. 800 israeler bosatt sej i Finland. De flesta judarna i Finland har finska eller svenska som modersmål, ett antal har även ryska och hebreiska som modersmål. Majoriteten av Finlands judar är ättlingar till ryska soldater som stannade i Finland på 1800-talet efter att deras tjänstetid slutade (s.k. kantonister). Församlingarna i Helsingfors och i Åbo har varsin egen synagoga färdigställda 1906 och 1912. Synagogan i Viborg byggdes 1910–1911 men bombades och totalförstördes under Vinterkrigets första dag, 30 november 1939. Det har förekommit relativt lite antisemitism i Finland.

## Judar i dagens Finland

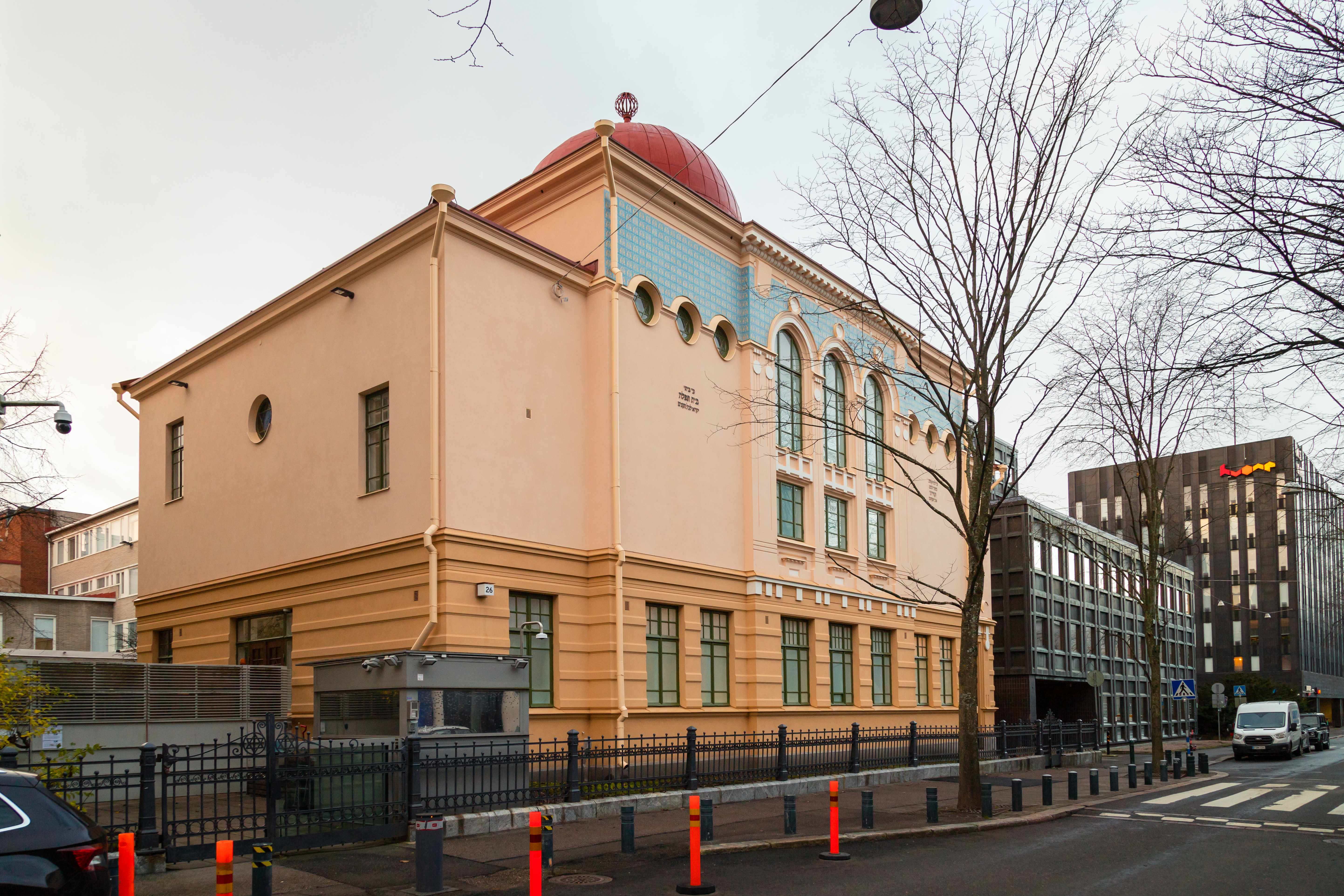
Helsingfors synagoga byggd 1906

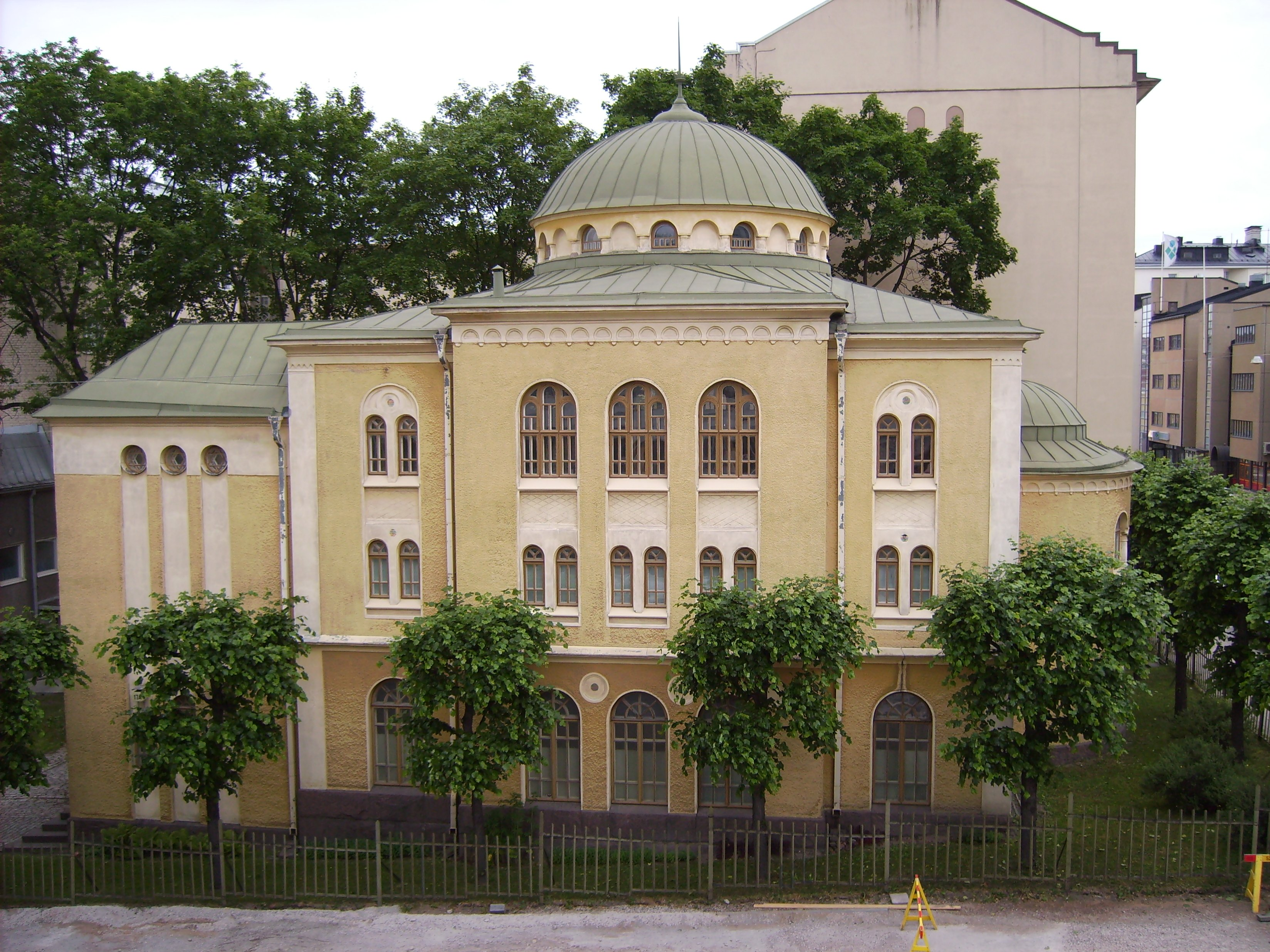
Åbo synagoga byggd 1912

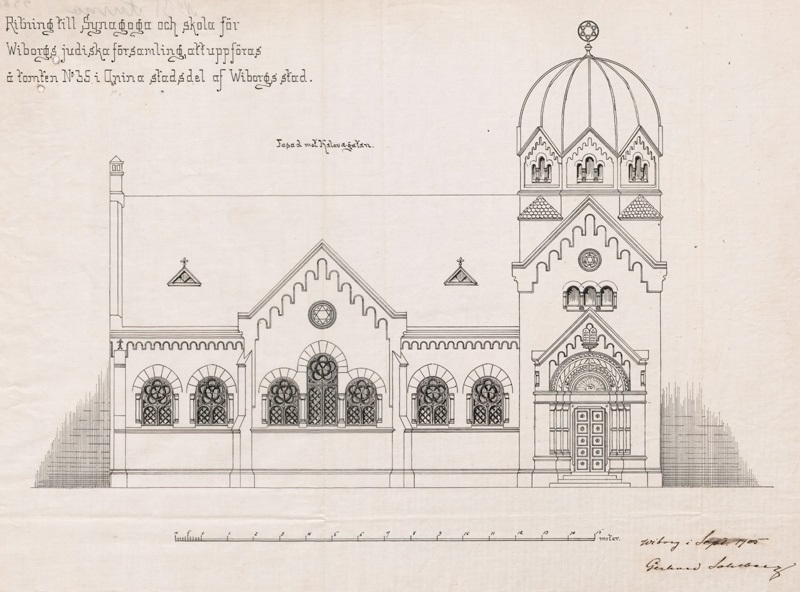
Viborgs synagoga stod färdig 1911 men totalförstördes i Vinterkriget

Idag utgör Finlands judar omkring 2000 personer, av vilka ca 1400 bor i Helsingfors och omkringliggande städer och omkring 200 som bor i Åbo. Judar är väl integrerade i samhället i Finland och finns representerade inom en mängd olika yrken i ett brett fält.
De flesta judarna i Finland har finska eller svenska som modersmål och ett antal även ryska och hebreiska. Jiddisch, tyska, ryska och hebreiska talas även i gemenskapen.
Det finns två aktiva församlingar i Finland, Judiska församlingen i Helsingfors och Judiska församlingen i Åbo med varsin synagoga. Synagoga i Helsingfors färdigställdes 1906 och den i Åbo 1912. Gudstjänsten i båda följer den ashkenazi-ortodoxa liturgin.  
Församlingen i Viborg hade knappa 300 medlemmar före andra världskriget. Synagogan i Viborg byggdes 1910–1911 men bombades och totalförstördes under Vinterkrigets första dag, 30 november 1939. Efter Vinterkriget och Viborgs fall flyttade Viborgs judar främst till Helsingfors, Åbo och Tammerfors. 
Efter andra världskriget grundade de ca 60 judarna i Tammerfors en egen församling som dock inkorporerades med församlingen i Helsingfors 1981. 
Helsingfors Judiska Samskola grundad 1918 är en del av judiska församlingen i Helsingfors och erbjuder grundskoleundervisning. Skolan är ursprungligen svenskspråkig men sedan 1936 officiellt finskspråkig. Skolan har idag cirka 110 elever, av vilka flera är svenskspråkiga. 
Församlingarna tillhör Centralrådet för de Judiska församlingarna i Finland, ett konsultativt organ som handlägger ärenden av allmän natur rörande judar i Finland. Det här organet är i sin tur medlem av Europeiska rådet för judisk församlingsservice samt av Judiska världskongressen. 

## Historia

### 1600–1700-talet: Judar förbjudna i östra rikshalvan av Sverige
Det område som är dagens Finland var en del av det svenska riket ända till 1809. Enligt judereglementet, en del av Sveriges lag, hade judarna på den tiden tillåtelse att bosätta sig endast i tre städer i kungariket, Stockholm, Göteborg och Norrköping. Ingen av dessa städer befann sig i Finland.
Tidigast var judar i Finland bosatta i Fredrikshamn, där en liten judisk koloni uppstod mot slutet av 1700-talet. Fredrikshamn lydde vid denna tid under rysk överhöghet.

### 1800-talet: Judar i tsarens armé
Som en följd av Sveriges nederlag i Finska kriget 1808-1809, vilket var en del av Napoleonkrigen, förlorade Sverige år 1809 kontrollen över Finland. Det autonoma storfurstendömet av Finland grundades inom det ryska riket år 1809. Den svenska lagarna kvarstod dock i storfurstendömet och därmed förblev förbudet för judar att bosätta sig i Finland i kraft.
Judisk historia i Finland tog sin början under första delen av 1800-talet då judiska soldater (sk. kantonister) tvångsrekryterats in i den ryska armén och beviljades tillstånd av de ryska militärmyndigheterna att stanna i Finland efter att de avslutat sin militära tjänstgöring.
Judars vistelse i landet styrdes således av ett dekret från 1858, enligt vilket ryska soldater som avslutat sin militära tjänstgöring samt deras familjer, oavsett religionstillhörighet, tilläts tillfälligt vistas i Finland. Yrken tillåtna för dessa soldater definierades i ett dekret från 1869 och applicerades också på soldater av judiskt ursprung.
År 1889 utfärdades ett administrativt dekret av regeringen som uttryckligen gällde judars vistelse i Finland. Enligt detta dekret hade ett antal vid namn nämnda judar tillåtelse att endast tillsvidare stanna i landet och att bosätta sig i vissa till dem angivna städer. De fick tillfälliga uppehållstillstånd som var giltiga i högst 6 månader. Yrken öppna för judar förblev de samma som i dekretet från 1869. I praktiken betydde det att judarna även i fortsättningen tilläts tjäna sitt levebröd genom försäljning av begagnade kläder. Judarna var förbjudna att delta i marknader eller att utöva sin handel utanför den stad där de bodde. Den minsta överträdelse av de här begränsningarna ledde till förvisning från Finland. Barn tilläts stanna i Finland endast så länge de bodde med sina föräldrar eller förblev ogifta. Judar som i Finland tog värvning i ryska armén var inte tillåtna att återvända till Finland efter avslutad värnplikt.

### 1872–1918: Finlands självständighet och judarnas emancipation
Kampen för lika rättigheter för judarna togs upp i Finlands lantdagar 1872 på initiativ av Leo Mechlin. En debatt i pressen om judars emancipation som hade startat vid den tiden fortsatte under 1870- och 1880-talen. Men tillsvidare blev det ingen ändring till det bättre i judarnas status i Finland. Vid slutet av 1880-talet fanns det omkring tusen judiska invånare i Finland. Först år 1917 då Finland blev självständigt erhöll judarna civila rättigheter. Den 22 december 1917 godkände riksdagen en lag angående "bekännare till den mosaiska tron" och 12 januari 1918 kungjordes lagen. I enlighet med denna kunde judar för första gången bli medborgare i Finland och judar som inte var finska medborgare skulle härefter behandlas som utlänningar i allmänhet.
Judiska ungdomar i Helsingfors grundade år 1906 IK Stjärnan (senare Makkabi Helsinki) som verkade sina första 12 år utan myndigheternas tillstånd. Att föreningen grundades redan 1906 gör den till världens äldsta kontinuerligt verkande judiska sportklubb.

### 1918–1939: Mellankrigsperioden
Mellan de två världskrigen ökade den judiska populationen till omkring 2000 som ett resultat av invandring främst från det sovjetiska Ryssland efter revolutionen. Många unga judar studerade vid universitetet och andra innehade yrken som läkare, advokater och ingenjörer. Många arbetade inom industri och skogsbruk men majoriteten fortsatte att arbeta i textil- och beklädnadsbranschen. Förutom några undantag deltog judarna inte i partipolitik eller någon som helst form av politiska rörelser.

### 1939–1944: Andra världskriget och judarna i Finland

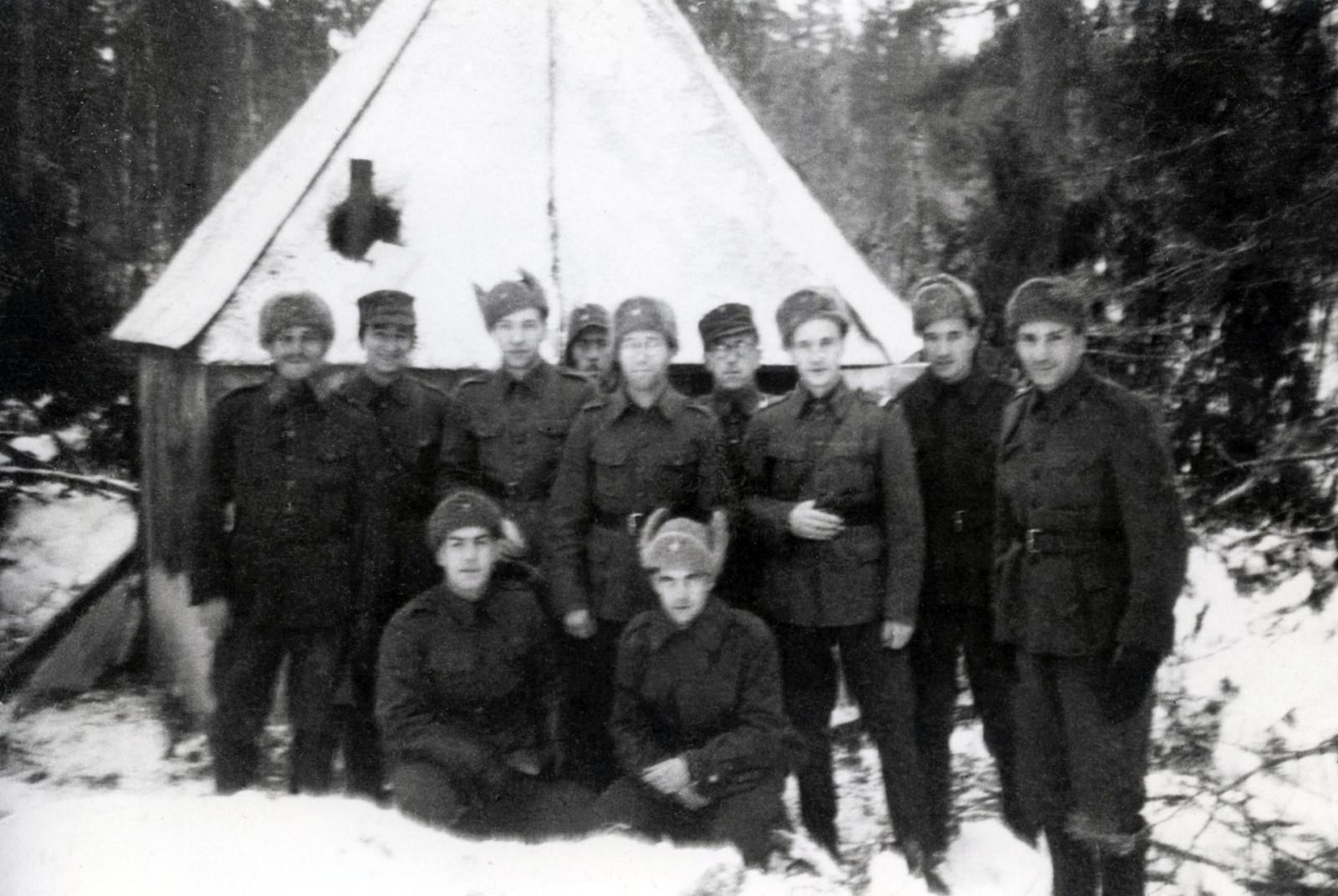
Judisk tältsynagoga rakt under nazisternas ögon.

Under vinterkriget (finsk-ryska kriget 1939–1940) kämpade de finska judarna sida vid sida med sina icke-judiska landsmän. Under fortsättningskriget 1941–1944, i vilket de finländska judarna också deltog, var Finland och Nazityskland allierade mot en gemensam fiende. Trots ett starkt tryck från Tyskland nekade den finska regeringen att vidta några som helst åtgärder mot medborgare av judiskt ursprung. Judarna kunde således genomleva kriget med fulla medborgerliga rättigheter. Det finns många intressanta anekdoter och historier från den här perioden om bland annat en judisk tältsynagoga vid ryska fronten rakt under nazisternas ögon och att fem finländska judar var tilltänkta mottagare av den hakkorsbelagda versionen av Järnkorset.
I Finlands vinter- och fortsättningskrig deltog 330 judiska soldater och 20 lottor av vilka 23 stupade. Nästan samtliga som deltog kom från Helsingfors, Åbo, Viborg och Vasa.  Vid minnestillställningen för de stupade i Helsingfors synagoga 6 december 1944 deltog sittande president marskalk Mannerheim.
Trots att Finlands myndigheter flera gånger nekade Nazitysklands begäran om att utlämna judar, skedde så 6 november 1942 då åtta judiska flyktingar utlämnades till Nazityskland där sju omedelbart mördades. Incidenten var en nationell skandal i Finland. Statsminister Paavo Lipponen bad den judiska församlingen om ursäkt 6 november 2000.

### 1945–: Efterkrigstiden
Efter krigsslutet har den judiska befolkningen i Finland integrerats i det finska samhället.
Från Finland deltog 27 judiska frivilliga i den israeliska statens självständighetskrig år 1948 och Finland donerade även vapen till Israel. I förhållandet till församlingens storlek var detta den största kontingent frivilliga från hela den judiska världen
De följande åren kännetecknas av en relativt hög grad av alija (invandring av judar till Israel).

## Demografi
Enligt Judiska församlingen finns det 1800 judar i Finland. Antal judar registrerad som medlemmar av församlingarna i Finland 2000–2019 enligt Statistikcentralen:
| År                  | 2000      | 2010      | 2019      |
| Antal judar         | 1157      | 1208      | 1101      |
| Totala befolkningen | 5 181 115 | 5 375 276 | 5 525 292 |
| Andel i procent     | 0,02      | 0,02      | 0,02      |

## Personer
Finländska judar:  
| Namn                    | Födelseår | Födelseort               | Dödsår | Dödsort                       | Modersmål | Sysselsättning                                    |
| ----------------------- | --------- | ------------------------ | ------ | ----------------------------- | --------- | ------------------------------------------------- |
| Naftali Amsterdamer     | 1832      | Litauen, Salanta         | 1916   | Jerusalem                     |           | Teologi, filosofi: rabbi                          |
| Abraham Werner          | 1837      | Litauen                  | 1912   | USA                           |           | Teologi, filosofi: överrabbi                      |
| Ida Morduch-Ekman       | 1875      | Finland, Helsingfors     | 1942   | Finland, Helsingfors          |           | Kultur: sångerska                                 |
| Moses Skurnik           | 1880      | Finland, Helsingfors     | 1934   | Tjeckoslovakien               |           | Ekonomi, Industri                                 |
| Mauritz Stiller         | 1883      | Finland, Helsingfors     | 1928   | Sverige, Stockholm            | Svenska   | Kultur: regissör och manusförfattare              |
| Santeri Jakobson        | 1883      | Finland, Viborg          | 1955   | Finland, Helsingfors          |           | Politik, samhälle                                 |
| Moses Pergament         | 1893      | Finland, Helsingfors     | 1977   | Sverige, Stockholm            |           | Kultur: pianist, kapellmästare, kompositör        |
| Alexander Steinbock     | 1894      | Ryssland, St. Petersburg | 1975   | Finland, Uleåborg             |           | Medicin                                           |
| Simon Parmet            | 1897      | Finland, Helsingfors     | 1969   | Finland, Helsingfors          |           | Kultur: pianist, kapellmästare, kompositör        |
| Elias Katz              | 1901      | Finland, Åbo             | 1947   | Brittiska Palestinamandatet   | Svenska   | Sport: friidrottare                               |
| Benjamin B. Rubinstein  | 1905      | Finland, Helsingfors     | 1989   | USA                           |           | Medicin: läkare                                   |
| Al Manuel               | 1907      | Finland, Helsingfors     | 1973   | USA, New York                 |           | Kultur: orkesterledare, dirigent                  |
| Sam Vanni               | 1908      | Finland, Viborg          | 1992   | Finland, Helsingfors          |           | Kultur: konstmålare                               |
| Abraham Tokazier        | 1909      | Finland, Helsingfors     | 1976   | Sverige, Stockholm            |           | Sport: friidrottare                               |
| Moses Zewi              | 1909      | Ukraina                  | 2002   | Finland, Åbo                  |           | Medicin: läkare                                   |
| Moses Tokazier          | 1909      | Finland, Helsingfors     | 1992   | Finland, Helsingfors          |           | Sport: tyngdlyftare                               |
| Jakob Tokazier          | 1913      | Finland, Helsingfors     | 1974   | Finland, Helsingfors          |           | Sport: tyngdlyftning                              |
| Erna Tauro              | 1916      | Finland, Viborg          | 1993   | Sverige, Stockholm            |           | Kultur: pianist, tonsättare                       |
| Leo Jakobson            | 1919      | Finland, Viborg          | 2000   | Förenta staterna, Kalifornien |           | Professor i stadsplanering och regional planering |
| Elias Schick            | 1920      | Finland, Helsingfors     | 2006   | Norge, Oslo                   |           | Sport: brottare                                   |
| Max Jakobson            | 1923      | Finland, Viborg          | 2013   | Finland, Helsingfors          |           | Diplomat och politiker                            |
| Arje Scheinin           | 1923      | Finland, Helsingfors     | 2003   | Finland, Åbo                  |           | Medicin: tandläkare, professor                    |
| Theodor Scheinin        | 1924      | Finland, Helsingfors     | 2006   |                               |           | Medicin: läkare                                   |
| Harry Orvomaa           | 1927      | Finland, Helsingfors     | 1990   | Finland, Helsingfors          |           | Kultur: musiker och VD                            |
| Israel Baran            | 1927      | Finland, Helsingfors     | 2018   | Finland, Helsingfors          |           | Sport: sprintlöpare                               |
| Rafael Wardi            | 1928      | Finland, Helsingfors     |        |                               |           | Kultur: konstnär                                  |
| Arje Nadbornik          | 1935      | Finland, Helsingfors     | 2008   | Finland, Helsingfors          |           | Sport: brottare                                   |
| Daniel Katz             | 1938      | Finland, Helsingfors     |        |                               |           | Författare                                        |
| Marion Rung             | 1945      | Finland, Helsingfors     |        |                               |           | Kultur: sångerska                                 |
| Johnny Liebkind         | 1945      | Finland, Helsingfors     |        |                               |           | Kultur: musiker                                   |
| Ben Furman              | 1953      | Finland, Helsingfors     |        |                               |           | Medicin: psykiatri                                |
| Ben Zyskowicz           | 1954      | Finland, Helsingfors     |        |                               | Svenska   | Diplomat och politiker: Riksdagsledamot           |
| Dan Tolppanen "Uniikki" | 1981      |                          |        |                               |           | Kultur: rapartist                                 |
| Kim Hirschovits         | 1982      | Finland, Helsingfors     |        |                               |           | Sport: ishockeyspelare                            |
| Roni Porokara           | 1983      | Finland, Helsingfors     |        |                               |           | Sport: fotbollsspelare                            |
| Ra’anan Rimon           |           |                          |        |                               |           | Medicin                                           |

## Antisemitism i Finland
Det har förekommit relativt lite antisemitism i Finland.